# Dornamadine

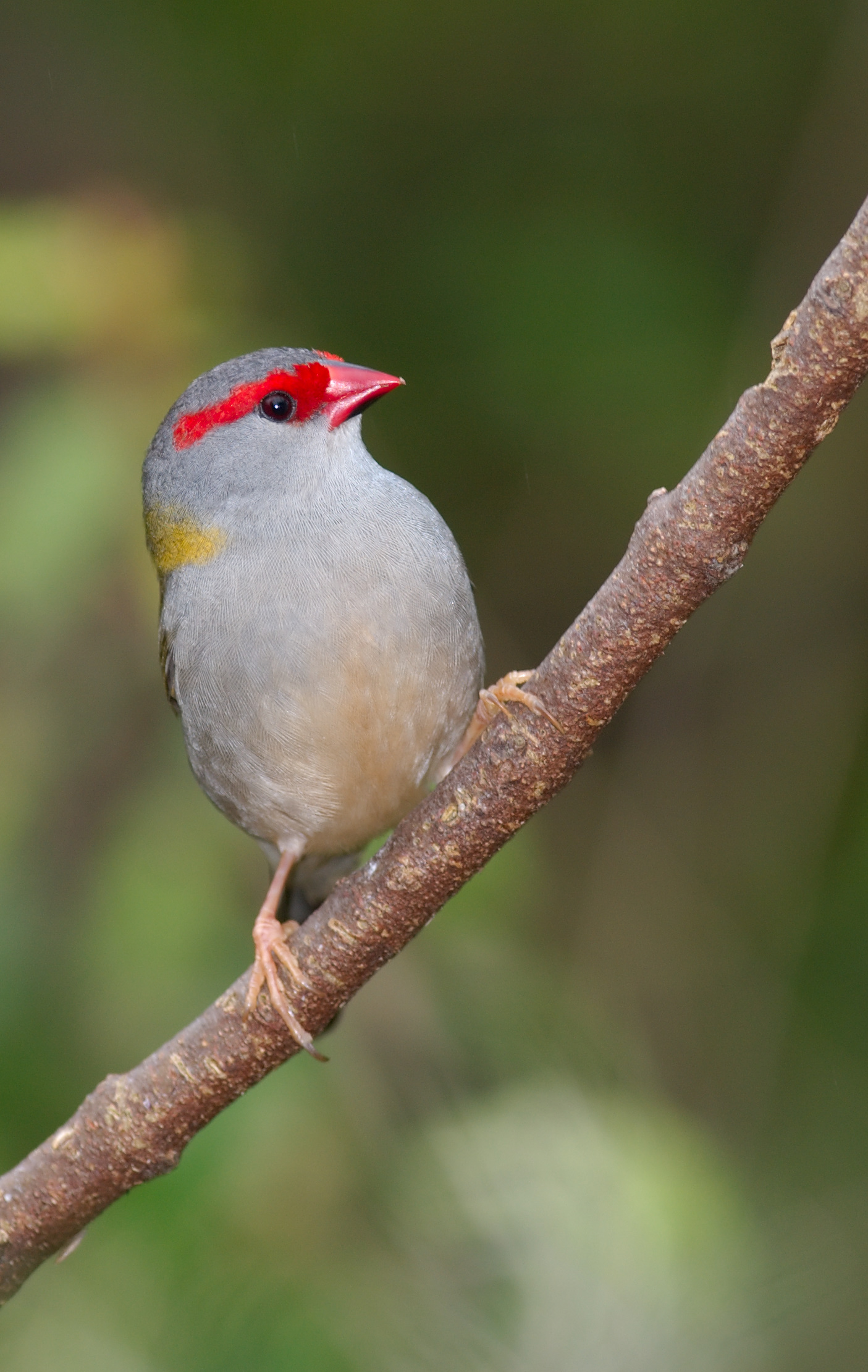

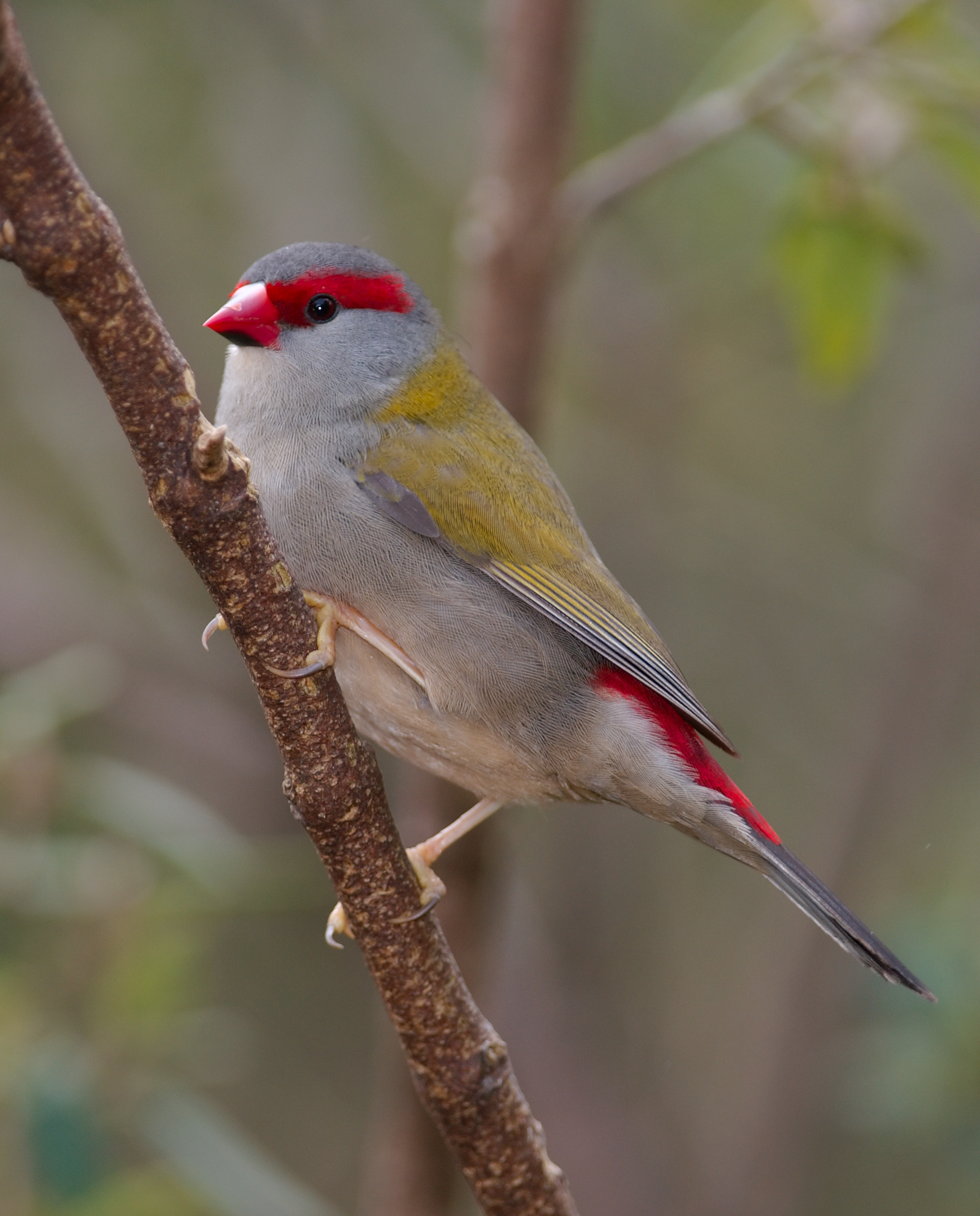

Die Dornamadine (Neochmia temporalis), auch Dornastrild genannt, ist eine australische Art aus der Familie der Prachtfinken. Es ist eine sehr anpassungsfähige Art, die stellenweise sehr häufig ist und auch in den Vororten größerer Städte vorkommt. Drei Unterarten werden unterschieden.

## Beschreibung

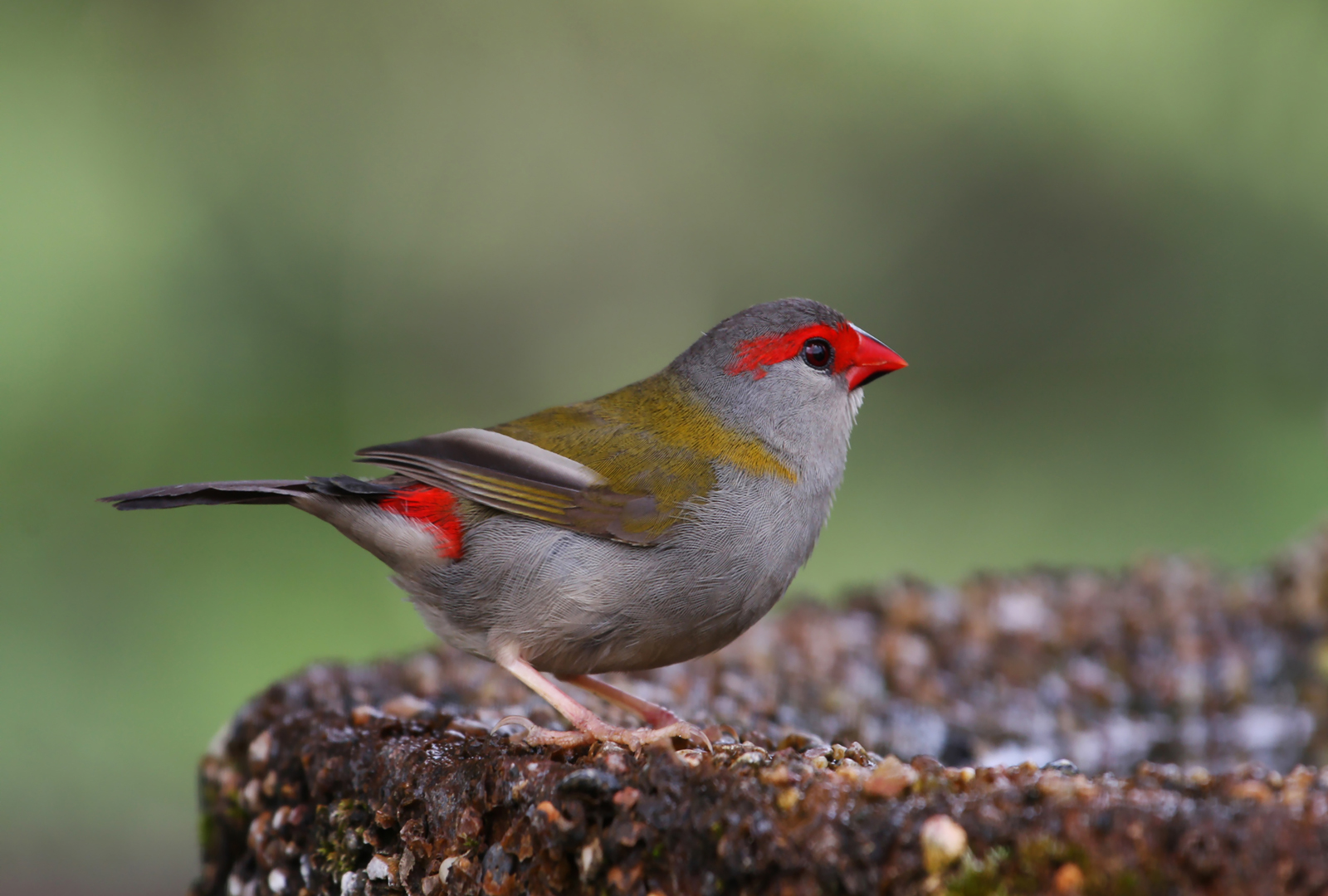

Die Dornamadine erreicht eine Körperlänge von bis zu zwölf Zentimetern. Es besteht kein auffälliger Geschlechtsdimorphismus.
Männchen und Weibchen besitzen einen breiten leuchtend roten Augenbrauenstreif. Der Bürzel und die Oberschwanzdecken sind rot, der Oberkopf bis zum Nacken ist grau. Der Rücken und die Flügel dagegen sind olivgrün. Die Schwingen sind dunkel und haben jeweils grünliche Außensäume. Der Schwanz ist schwarzbraun. Kopfseiten, Kehle und die übrige Körperunterseite sind hellgrau bis bläulich-grau. Die Bauchmitte ist gelblich überlaufen.
Jungvögel sind auf der Körperoberseite düster grünlich-grau, lediglich der Bürzel ist rötlich.

## Verbreitung und Geografische Variation
Das Verbreitungsgebiet der Dornamadinen erstreckt sich im Osten Australiens von der Kap York-Halbinsel bis nach Queensland und New South Wales bis nach Victoria und Südostaustralien. Sie kommen auch auf der Känguru-Insel vor. Die Unterart Neochmia temporalis minor besiedelt die Region von der Kap York-Halbinsel bis nach Cairns. Die Unterart Neochmia temporalis temporalis kommt von der Mitte Ost-Queenslands bis nach Victoria vor und die dritte Unterart, Neochmia temporalis loftyi lebt auf der Känguru-Insel und in der Mount Lofty Range im östlichen Südaustralien.
Als Gefangenschaftsflüchtlinge sind Dornamadinen auch in der Darling Range zwischen Bickley und Mundaring Weir in der Nähe von Perth seit 1960 eingebürgert.

## Lebensraum
Dornamadinen sind ähnlich wie die australischen Zebrafinken sehr anpassungsfähige Vögel. Sie besiedeln entsprechend eine große Vielfalt an Lebensräumen und kommen unter anderem auf Lichtungen in Regenwäldern, an Waldrändern, in lichten Wäldern, in Kieferplantagen, in Parklandschaften sowie in den Wald- und Buschstreifen entlang von Flüssen und Seen vor. Sie kommen mit dem Tropenklima im Norden Queenslands genauso zurecht wie mit dem gemäßigten Klima Südaustraliens mit seinen relativ strengen Wintern. Die Dornamadine kann als Kulturfolger betrachtet werden und gehört beispielsweise in Sydney zu den häufigsten Arten in den Vororten.

## Nahrung
Die Nahrung besteht aus halbreifen und reifen Samen eines breiten Spektrums von Gräsern und Kräutern. Die Tiere fressen auch die Samen von in Australien eingeführten Pflanzenarten. Sie nehmen sie direkt vom Boden auf oder klauben sie auf den Pflanzenstängeln kletternd direkt aus den Ähren.

## Fortpflanzung
Während die Dornamadinen außerhalb der Brutzeit in Schwärmen von 200 bis 300 Vögeln vorkommen und dann gelegentlich auch mit anderen Prachtfinkenarten vergesellschaftet sind, leben sie während der Brutzeit paarweise oder in kleinen Gruppen. Sie sind auch in dieser Zeit jedoch sehr gesellig. Sie brüten häufig in kleinen Ansammlungen mehrerer Paare mit nah beieinander liegenden Nestern. Die beobachtete Mindestentfernung der Nester beträgt lediglich achtzig Zentimeter.
Die Brutzeit variiert in Abhängigkeit vom Verbreitungsgebiet. Im tropischen Australien fällt sie in die zweite Hälfte der Regenzeit. Die in den Vororten von Sydney vorkommenden Dornamadinen brüten aufgrund des ganzjährig zur Verfügung stehenden reichen Nahrungsangebots dagegen fast das ganze Jahr über mit Ausnahme der zwei kältesten Monate Juli und August.
Zur Balz gehört eine Halmbalz. Dabei trägt das Männchen einen Grashalm oder ersatzweise eine Feder im Schnabel und tanzt vor dem Weibchen. Das Weibchen wirft während dieser Balz wiederholt den Kopf nach oben, so dass der Schnabel kurzzeitig fast senkrecht in die Höhe weist. Vermutlich handelt es sich dabei um Rudimente eines weiblichen Balztanzes wie man sie auch bei den afrikanischen Astrilden kennt.
Das Nest wird nach Möglichkeit im Inneren dichter Büsche errichtet und befindet sich in der Regel zwischen 1,5 und zwei Meter über dem Erdboden. Das Gelege besteht aus vier bis sechs weißen Eiern. Die Jungen verlassen mit etwa 21 Tagen das Nest. Sie sind dann noch flugunfähig und bewegen sich auch im Geäst noch ungeschickt.
Zu den wichtigen Fressfeinden der Dornamadine zählt die in Australien eingeführte Hauskatze und der Bänderhabicht. Diese australische Habichtart stößt aus geringer Höhe auf die am Boden nach Nahrung suchenden Vögel herab.

## Haltung
Die Dornamadine wurde 1870 erstmals in Deutschland eingeführt, war aber vorher schon mehrfach in England im Handel. Er kam danach niemals häufig in den Handel und fehlte über Jahre fast vollständig. Für eine Gemeinschaftshaltung mit anderen Prachtfinkenarten gilt die Dornamadine als ungeeignet, weil er sich in der Regel die energiereichste Nahrung aussucht und innerhalb kurzer Zeit verfettet.

## Belege

### Einzelbelege
1. ↑   Nicolai et al., S. 15
2. ↑   Nicolai et al., S. 17
3. ↑   Nicolai et al., S. 18
4. ↑   Nicolai et al., S. 18
5. ↑   Nicolai et al., S. 20